# Rein Aun
Rein Aun (Tallinn, 1940. október 5. – Tallinn, 1995. március 11.) olimpiai ezüstérmes szovjet-észt atléta, tízpróbázó.

## Pályafutása
Öt fiú- és egy lánytestvére volt. 13 éves volt, mikor apja meghalt. Sportiskolába járt, ahol főleg hosszútávfutással foglalkozott mielőtt a tízpróbázni kezdett volna. Az Észt SZSZK-ban több atlétikai számban is országos bajnok volt, de 1958-ban még röplabdában is bajnoki címet szerzett. Az 1964-es tokiói olimpián tízpróbában ezüstérmet szerzett a német Willi Holdorf mögött. Indult az 1968-as mexikóvárosi játékokon is, de ott eredmény nélkül fejezte be a versenyt. 1967-ben és 1968-ban szovjet bajnoki címet nyert, 1964-ben a második lett. Egyéni legjobb eredményét 1968-ban érte el 7898 ponttal.
Visszavonulása után atlétikai edzőként dolgozott, majd az Észt Atlétikai Szövetség főtitkára volt.

## Sikerei, díjai
- Olimpiai játékok – tízpróba
  - ezüstérmes: 1964, Tokió